# Shi Cong
Dans ce nom chinois, le nom de famille, Shi, précède le nom personnel.
Pour les articles homonymes, voir Shi.
Shi Cong (en chinois : 侍聪), né le 12 mars 2001 dans la province du Jiangsu, est un gymnaste artistique chinois.

## Carrière
Shi Cong est médaillé de bronze aux barres parallèles aux Championnats du monde de gymnastique artistique 2021.